# 동명로 (부산)
동명로(東明路)는 부산광역시 남구 용호동의 동명오거리에서 용호사거리까지 이르는 총 연장 1.38km의 거리를 이루는 부산광역시도이다. 명칭의 유래는 동명공전과 동명불원에서 시작하고 있는 도로이기 때문에 이를 명명하여 붙은 도로명으로 정한 상태이다.

## 개요

### 건립 배경
동명로는 동명오거리에서 동쪽의 이기대 도시자연공원 방향으로 향하는 주택지나 동명공업고등학교 등과 연결시키기 위해 이를 목적으로 만든 도로로 개설하였다. 그래서 동명공고 외에도 남부면허시험장 등이 건립되는 등 도시화 과정을 거쳐 예전의 소로가 확대 포장하여 오늘에 이르고 있다.

### 노선 정보
- 총 연장 : 1.38km
- 도로 폭 : 10m (왕복 2차선)
- 기점 : 부산광역시 남구 용호동 (동명오거리 = 신선로와의 교점)
- 종점 : 부산광역시 남구 용호동 (용호사거리 = 용호로와의 교점)

## 지리

### 통과하는 지자체
- 부산광역시 남구 : 용호동

### 주요 연선
- UK모터스
- 동명공업고등학교
- 백운초등학교
- 부산인력개발원
- 닛산서비스
- 용호중학교